# Escriptura carolíngia

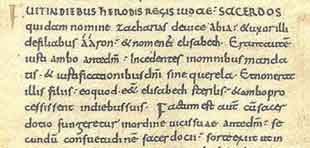
Pàgina de l'evangeli de Lluc

L'escriptura carolíngia, també coneguda com a escriptura carolina o minúscula carolina (s. VIII - XII), és el tipus d'escriptura nascuda a Europa, d'orígens incerts, que es va desenvolupar i impulsar a l'imperi de Carlemany gràcies a la seva promoció (d'aquí el seu nom) entre els segles VII i XII. Va ser emprada per Carlemany com a vehicle de difusió cultural en aquest període en ser utilitzada com escriptura estàndard en la reproducció de còdexs. Tot i que posteriorment va evolucionar cap a l'escriptura gòtica i finalment va caure en desús, aquesta escriptura va servir de base per a les escriptures actuals a través de la seva recuperació dins de l'escriptura humanística que es va desenvolupar a Europa al segle xv.

## Origen
L'origen de l'escriptura carolíngia (també anomenada minúscula o miniatura carolina) té l'origen en la Bíblia de Maurdramne de l'Abadia de Corbie tot i que hi ha altres teories que sostenen que el seu origen no té un punt o lloc concret i que és el resultat d'un ampli moviment cultural com és el Renaixement carolingi.
Tot i no poder situar en un lloc concret el naixement d'aquesta escriptura, és innegable l'importantíssim paper que en el seu desenvolupament i difusió va jugar l'Escola Palatina d'Aquisgrà (molts estudis situen però l'origen de l'escriptura carolina en aquest centre). Aquesta acadèmia va ser fundada per Carlemany al segle viii amb la finalitat d'elevar el nivell cultural de l'Imperi Carolingi. Per aconseguir aquest objectiu, Carlemany va reclutar per dirigir-la a un dels erudits més importants del seu temps, Alcuí de York, i s'hi van desenvolupar tasques acadèmiques pròpies del que avui consideraríem una universitat. Aquesta escola va ser la primera que va adquirir un cert renom a l'època i va ser la base per a la creació de moltes altres (Escola de Ebbon de Reims o Escola de Tours, per exemple).
L'Escola Palatina d'Aquisgrà era un dels pilars en què Carlemany va voler basar el seu pla per enfortir l'Imperi a través de la difusió de la cultura. Carlemany va pensar que, un cop conquerits territoris en el camp de batalla, necessitaria una "administració" formada sòlidament que fos capaç de gestionar els nous territoris adquirits, a més d'una profunda reforma educacional sobre els habitants d'aquests territoris que li permetés sostenir, de manera pacífica, el conquerit militarment. Aquest període es coneix com a Renaixement Carolingi. Durant aquest període, Carlemany va promoure, a través de l'esmentada Escola d'Aquisgrà i del seu director, Alcuí de York, la producció de llibres, a través de la còpia i distribució d'exemplars ja existents. Fins aquesta època, els copistes disposaven de certa llibertat per triar l'estic cal·ligràfic amb la que copiar els seus textos. En aquest procés es va intentar unificar una nova cal·ligrafia a emprar en la còpia de còdex i així va sorgir l'escriptura carolina o minúscula carolina, a partir d'un tractament particular dels tipus de lletres precedents (en especial de l'escriptura semiuncial) i de l'eliminació dels particularismes gràfics regionals de l'època.
En diversos decrets promulgats per Carlemany, aquest fa referència a aspectes concernents al seu ideal de cultura, entre els quals es troba la forma d'escriptura. Referent a això resulta de particular interès la capitular titulada "De scribis ut ens vitiose scribant".

## Característiques i descripció[3]

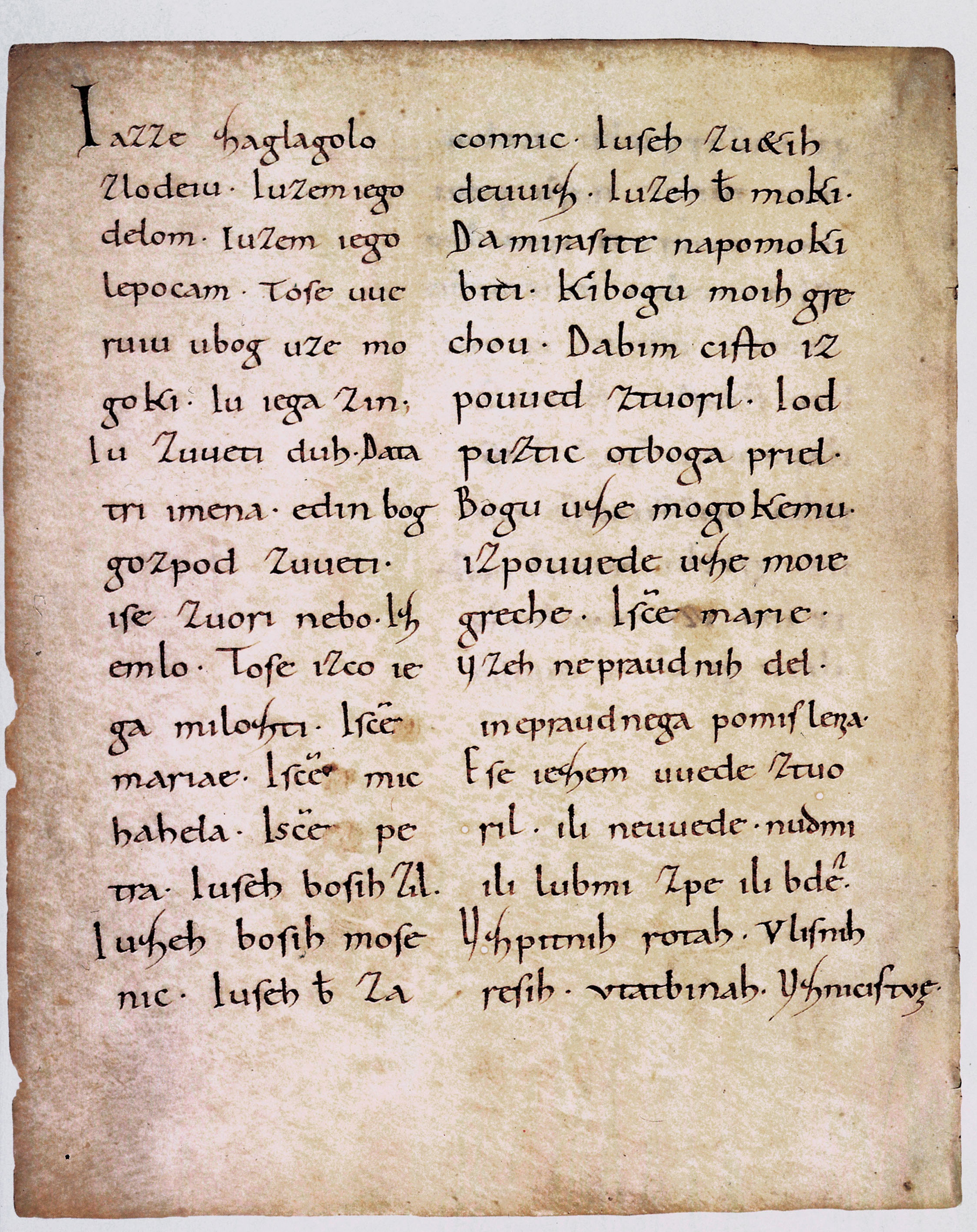
Pàgina del Freisinger Denkmäler del en escriptura carolina

Com ja s'ha dit, l'escriptura carolíngia neix amb l'objectiu de ser un vehicle transmissor de la cultura dins de l'Imperi Carolí. Per aquest motiu, una de les seves principals característiques era la claredat i la llegibilitat. Aquesta facilitat de lectura s'aconseguia per diferents mètodes, com emprar lletres amb un traçat clar, la tendència a separar paraules de paraules i lletres de lletres, un ús escàs de lligams i la restricció en l'ús de lligams.
La introducció d'aquestes característiques suprimeix les característiques de l'escriptura que fins llavors podien ser més complicades per a aquells lectors no avesats, com per exemple, l'ús d'abreviatures taquigràfiques, només manejades per experts i que alenteixen en excés la lectura. Això proporciona la possibilitat d'una difusió més àmplia de la cultura a través de l'ús dels llibres, el que pot portar a pensar en una "vulgarització" de l'escriptura: res més lluny de la realitat, ja que una de les pretensions associades al naixement d'aquesta escriptura era precisament obtenir una cal·ligrafia bella, basada a combinar la rotunditat i l'harmonia, i en recuperar l'antiga escriptura minúscula emprada en els còdexs dels segles iv i v amb un traçat precís i de gran estètica.
L'escriptura carolina és una escriptura minúscula rodona, de formes arrodonides i regulars obtinguda mitjançant ploma d'oca tallada obliquament (entre 35 i 45), en lloc d'horitzontalment, com es feia amb anterioritat. Com que aquesta escriptura estava conformada únicament per minúscules, per l'ús de majúscules i títols de capítols s'empraven les capitals i uncials de l'època romana.
Les principals característiques de les diferents lletres emprades són les següents (prenent com a referència l'escriptura de la qual evoluciona):
- a. En un principi es va conservar la a oberta però molt aviat es va reemplaçar per la a uncial.
- b. No ofereix canvis especials.
- c. Es va escurçar, assemblant-se a l'actual.
- d. Unes vegades és uncial, altres minúscula.
- e. Es va escurçar, ajustant-se a la caixa comuna de la línia i presentant la forma moderna.
- f. El pal al principi va pujar acabant per baixar més tard per sota de la línia.
- g. S'assembla a la semiuncial. Al principi té els dos ulls tancats i al segle xii comença a tenir el de sota obert.
- h, i, l, m, n, o, p, q. Tenen la forma que avui coneixem en la lletra catalana.
- n. És de vegades majúscula.
- r. En algunes ocasions va ser llarga, baixant de la caixa comuna, i en altres, curta. En aquest últim cas el martillete conserva una mica de l'ondulació de la merovíngia. Al segle xii va prendre una forma semblant a la nota tironiana.
- s. Generalment és alta, per sobre de la caixa comuna, i semblant a la f.
- t. Va perdre la forma de la a i de la B majúscula girada, tan pròpies de totes les escriptures nacionals, per transformar-se en una t petita com la moderna.
- z. És en general inclinada.

La lletres en aquesta escriptura no s'executaven amb un únic traç, sinó que com a mínim es requerien dos moviments de la ploma (a, i, d, c), i fins i tot més en algunes lletres (tres a la b, d, k, n, o i p; i fins i tot quatre a les més complexes: f, m, P i G). El conjunt de moviments per traçar una lletra es coneix com a ductus.
L'ús de lligams entre dues lletres d'una mateixa paraula és una cosa molt natural en aquesta escriptura i, com s'ha comentat, és bastant escàs l'ús d'abreviatures, sobretot en els primers manuscrits, augmentant progressivament en els manuscrits de segles posteriors a la seva aparició.

## Evolució i expansió[3][4]
Com s'ha esmentat en l'apartat en què es descriu el seu origen, l'escriptura carolina neix a finals del segle viii i perdura fins al segle xii. Propulsada per Carlemany i pels intel·lectuals dels que es va envoltar (no només Alcuí de York, sinó també Einhard, Pau Diaca, Teodulf d'Orleans, Angilbert, etc.) l'escriptura carolíngia va desterrar a les diferents escriptures nacionals existents a Europa per aquestes dates, adquirint un caràcter universal en el vell continent.
Així, al segle ix el seu ús es va estendre a tots els territoris francs, a Itàlia septentrional i central, a Alemanya i també a Suïssa. Al segle xi penetra a Anglaterra i en el XII en la resta potser també a Dinamarca. La difusió a la península Ibèrica d'aquesta escriptura s'inicia a través de Catalunya en la qual penetra entre els segles IX i X, substituint a la resta de la Península al segle xi a l'escriptura visigòtica o lletra toledana, en ús en aquell moment. Aquest canvi es fa oficial en el Concili de Lleó el 1090, encara que a posteriori encara s'escriuen llibres amb lletra visigòtica en els Regnes de Lleó i de Castella com el Llibre Gòtic dels Testaments (1101-1129).
A partir del segle xii els trets de la lletra carolíngia es fan anguloses i degenera en la lletra gòtica, que apareix al segle xiii. Tanmateix, la seva importància radica no només en el fet d'haver-se difós extraordinàriament en el temps i l'espai, sinó en haver estat la base per al naixement de l'escriptura humanística, i en haver jugat un importantíssim paper en la difusió de la cultura.
Els humanistes de començaments del Renaixement italià van elaborar una cal·ligrafia pròpia per difondre la cultura. Aquests humanistes van considerar els llibres transcrits en escriptura carolina com llibres romans originals i van construir la seva lletra renaixentista sobre la base de la carolíngia pensant que es basaven en l'escriptura romana, i així es va transmetre als impressors del segle xv. Així, la minúscula carolíngia es pot considerar la base de la nostra tipografia moderna.